# Viktória Ferenc
Viktória Ferenc, ukr. Вікторія Стефанівна Ференц, trb. Wiktorija Stefaniwna Ferenc (ur. 12 czerwca 1984 w Użhorodzie) – ukraińska nauczycielka akademicka i polityk narodowości węgierskiej, działaczka mniejszości węgierskiej, posłanka do Parlamentu Europejskiego X kadencji reprezentująca Węgry.

## Życiorys
Ukończyła w 2006 studia z zakresu filologii i historii angielskiej w Zakarpackim Instytucie Węgierskim im. im. Franciszka II Rakoczego w Berehowie. Doktoryzowała się z lingwistyki stosowanej na Uniwersytecie w Peczu. Pracowała na Węgrzech jako urzędniczka w kancelarii premiera, a następnie jako badaczka w publicznym instytucie NPKI, zajmującym się analizą sytuacji i wspieraniem węgierskiej diaspory. W 2020 objęła stanowisko profesorskie na macierzystej uczelni w Berehowie.
W 2024 otrzymała siódme miejsce na liście węgierskiej koalicji Fidesz-KDNP w wyborach europejskich, uzyskując w głosowaniu z czerwca tegoż roku mandat eurodeputowanej X kadencji.